# Vincenza Petrilli
Vincenza Petrilli, detta Enza (Taurianova, 28 agosto 1990), è un'arciera italiana.

## Carriera
Vittima di un incidente stradale nel 2016 a 26 anni che le ha danneggiato la colonna vertebrale, nel 2020 poco prima della diffusione della pandemia di COVID-19 si unisce alla nazionale paralimpica di tiro con l'arco.
Nel 2021 fa parte della delegazione italiana alle paralimpiadi di Tokyo. Nell'occasione partecipa all'arco ricurvo Open, dove si ferma soltanto in finale contro l'iraniana Zahra Nemati.
Nel febbraio 2022 partecipa invece per la prima volta ai mondiali IPC di Dubai, vincendo 3 medaglie d'oro.

## Palmarès

### Giochi paralimpici estivi
- 1 medaglia
  - 1 argento (Tokyo 2020)

### Mondiali IPC
- 3 medaglie
  - 3 ori (Dubai 2022)